# Янцат, Валентин Иванович
Валентин Иванович Янца́т (1905—1967) — советский актёр театра и кино, народный артист РСФСР (1951).

## Биография
Родился 21 ноября (4 декабря) 1905 года в Гомеле (ныне Белоруссия). В 1914—1918 годах учился в Гомельской мужской гимназии, в 1918—1923 годах — в Гомельской советской трудовой школе.
В 1923—1927 годах обучался в студии Ю. М. Юрьева (бывшая Школа русской драмы).
В 1927—1932 и 1935—1938 годах выступал в Ленинградском БДТ. В 1933—1934 годах был актёром Харьковского театра русской драмы под руководством Н. В. Петрова.
В 1934—1935 и 1938—1967 годах — актёр ЛАТД имени А. С. Пушкина.
Умер в Ленинграде 20 августа 1967 года. Похоронен на Лесовой дорожке Большеохтинского кладбища.

## Награды и премии
- медали
- народный артист РСФСР (19.04.1951)
- заслуженный артист РСФСР (11.03.1939)
- Сталинская премия второй степени (1951) — за исполнение роли И. В. Сталина в спектакле «Незабываемый 1919-й» В. В. Вишневского

## Работы в театре

### Ленинградский академический театр драмы имени А. С. Пушкина
- 1938 — «Лес» А. Н. Островского — Буланов
- 1940 — «Зыковы» М. Горького — Михаил
- 1941 — «Горе от ума» А. С. Грибоедова — Александр Андреевич Чацкий
- 1941 — «Ночь в Толедо» Лопе де Вега — Флоренсио
- 1942 — «Стакан воды» Э. Скриба — Мешем
- 1943 — «Нашествие» Л. М. Леонова — Фёдор Таланов
- 1945 — «Пигмалион» Дж. Б. Шоу — доктор Хиггинс
- 1945 — «Великий государь» В. А. Соловьёва — Василий Шуйский
- 1946 — «Варвары» М. Горького — Черкун
- 1947 — «Русский вопрос» К. М. Симонов — Гарри Смит
- 1949 — «Незабываемый 1919-й» В. В. Вишневского — И. В. Сталин
- 1951 — «Победители ночи» И. В. Штока — Инженер Глухов
- 1952 — «Пигмалион» Б. Шоу — профессор Хиггинс
- 1954 — «Порт-Артур» А. Н. Степанова и И. Ф. Попова — Борис Дмитриевич Борейко
- 1954 — «Чайка» А. П. Чехова — Борис Алексеевич Тригорин
- 1955 — «Персональное дело» А. П. Штейна — Сергей Романович Полудин
- 1956 — «Второе дыхание» А. А. Крона — Радужный Василий Васильевич, начальник политотдела базы
- 1957 — «Осенний сад» Л. Хеллман — Николас Динери
- 1958 — «Бег» М. А. Булгакова — Парамон Ильич Корзухин
- 1959 — «Смерть коммивояжёра» А. Миллера — Чарли
- 1960 — «Изюминка на солнце» Л. Хэнсберри — Карл Линднер
- 1961 — «Взрыв» И. Дворецкого —
- 1963 — «Перед заходом солнца» Г. Гауптмана — Штейниц
- 1964 — «Между ливнями» А. П. Штейна — военспец Козловский
- 1965 — «Встреча» («Мари-Октябрь») Ж. Робера — Маринваль

### Большой драматический театр
- «Доходное место» А. Н. Островского — Василий Николаевич Жадов
- «Каменный гость» А. С. Пушкина — Дон Гуан
- «Моцарт и Сальери» А. С. Пушкина — Моцарт
- «Мещане» М. Горького — Пётр
- «Благочестивая Марта» Тирсо де Молина — Дон Фелипе
- «Город ветров» В. М. Киршона — Вартан
- «Слава» В. М. Гусева — Василий Мотыльков
- «Дон Карлос» Шиллера — Дон Карлос и маркиз Поза

## Фильмография
1. 1937 — Юность поэта — Куницын, Александр Петрович, профессор права
2. 1940 — Шестьдесят дней — Пётр Петрович Пугачёв, доктор
3. 1950 — Мусоргский — Филарет Петрович Мусоргский
4. 1960 — Третья, патетическая — Гвоздилин, капиталист
5. 1965 — На одной планете — посол